# Underfloor motor

Bij een underfloor motor liggen de cilinders horizontaal

Een underfloor motor is een motor die onder de vloer van een autobus of - in zeldzame gevallen - onder het chassis van een vrachtauto wordt gemonteerd. Het is een speciaal type  middenmotor.
De underfloor motor (Duits: Unterflur) heeft een bijzondere constructie. Het is een lijnmotor waarvan de cilinders plat liggen, waardoor het motorblok lager is hetgeen een vlakke busvloer mogelijk maakt.
Een vlakke vloer in een autobus maakt het mogelijk meer stoelen te plaatsen en dus meer passagiers mee te nemen. In het verleden lag de motor voorin, naast de chauffeur. Daardoor was er echter minder instapruimte, wat vooral problemen opleverde voor passagiers die slecht ter been waren of bagage, kinderwagens e.d. bij zich hadden. Daarom werd gezocht naar een andere plaats voor de motor, bijvoorbeeld onder de vloer. Een andere oplossing die tegenwoordig vaak wordt toegepast is een motor achter in de bus, onder de achterste bank. Dit is een zogenaamde heckmotor.